# Aviel Zargari
Aviel Zargari (en hébreu : עמרי גאנדלמן), né le 11 décembre 2002 à Jérusalem en Israël, est un footballeur international israélien, qui évolue au poste de milieu défensif au Beitar Jérusalem.

## Biographie

### En club
Né à Jérusalem en Israël, Aviel Zargari est formé par le club local du Beitar Jérusalem. Il joue son premier match en professionnel le 22 décembre 2019, lors d'une rencontre de coupe d'Israël face à l'Hapoël Rishon LeZion. Il entre en jeu et son équipe l'emporte par cinq buts à zéro.
Zargari fait sa première apparition en première division israélienne le 30 août 2020, lors de la première journée de la saison 2020-2021 face à l'Hapoël Haïfa. Il entre en jeu et son équipe l'emporte par un but à zéro.
Aviel Zargari rejoint le Maccabi Haïfa en janvier 2023.

### En sélection
Avec les  moins de 18 ans il joue deux matchs en décembre 2019.
Aviel Zargari joue son premier match avec l'équipe d'Israël espoirs le 11 novembre 2021 contre Saint-Marin. Il est titularisé et son équipe l'emporte par quatre buts à zéro.
Aviel Zargari honore sa première sélection avec l'équipe nationale d'Israël le 5 juin 2021, lors d'un match contre le Monténégro. Il entre en jeu et son équipe s'impose par trois buts à un.